# Myrmarachne transversa
Myrmarachne transversa är en spindelart som först beskrevs av Mukerjee 1930.  Myrmarachne transversa ingår i släktet Myrmarachne och familjen hoppspindlar. Inga underarter finns listade i Catalogue of Life.